# Tina (périodique)
Pour les articles homonymes, voir Tina.
Tina est un magazine néerlandais pour jeunes filles publié depuis 1967. De nombreuses bandes dessinées y ont été publiées.